# Wih Nareh
Wih Nareh is een bestuurslaag in het regentschap Aceh Tengah van de provincie Atjeh, Indonesië. Wih Nareh telt 755 inwoners (volkstelling 2010).